# Jungfrurosor
Jungfrurosor, eller vitrosor (Rosa Alba-gruppen) är en grupp roshybrider som, trots namnet, inte alltid har vita kronblad. Till västvärlden kom de troligen med romarna, då Plinius blivit uppmärksam på att det finns massor av vita rosor i de trakterna. Många sorter är så gamla och sällsynta att de inte har något namn fastän de växer i äldre trädgårdar efter flera generationer.
Jungfrurosen är tämligen härdig. Den klarar i regel klimatet i södra halvan av Sverige och blir en mellanhög buske med starkt doftande blommor. Blommar ofta något tidigare än andra gammeldags rosor. Många jungfrurosor kan användas som klätterrosor om de spaljeras och beskärs.
Dessa rosor förknippas med jungfru Maria, varav namnet, men även huset York. Den sort de använder till sitt vapen är antingen 'Suaveolens' eller 'Simplex' - somliga menar dock att det är en gallicaros.

## Synonymer
- Rosa ×alba Linné, 1753
- Rosa ×alba nvar. suaveolens Dieck
- Rosa ×candida Scop., 1771 nom. illeg.
- Rosa ×collina nsubsp. alba (L.) Celak., 1875
- Rosa ×macrantha N.H.F.Desp., 1838
- Rosa ×procera Salisbury, 1796 nom. illeg.
- Rosa ×usatatissima Gaterau, 1789 nom. illeg.

## Galleri

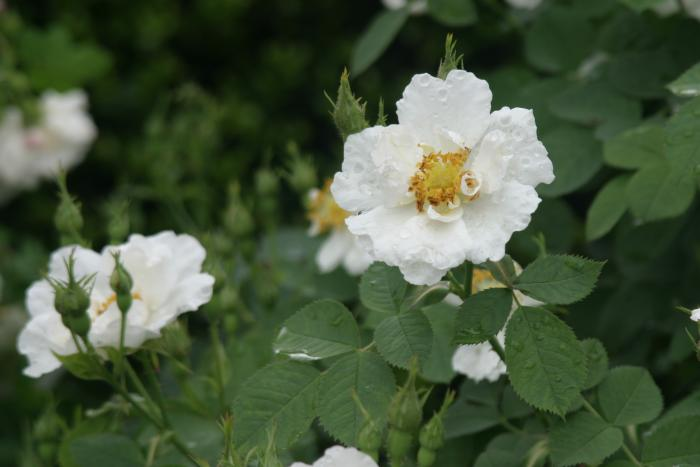
'Suaveolens'

- Wikimedia Commons har media som rör Jungfrurosor.